# سد بونگولو (افریقای جنوبی)
سد بونگولو (به لاتین: Bongolo Dam) یک سد در آفریقای جنوبی است که در Queenstown, Eastern Cape واقع شده‌است.